# Пивторыпавло, Виктор Викторович
Ви́ктор Ви́кторович Пивторыпа́вло (8 декабря 1967, Дзержинск, Донецкая область, УССР) — советский и российский композитор, вокалист, один из основателей группы «Запрещённые барабанщики».

## Биография
Виктор Пивторыпавло родился в городе Дзержинске Донецкой области. В первом классе он (согласно биографии на официальном сайте группы) самостоятельно записался в музыкальную школу и с успехом её закончил. По окончании Ростовского музыкального училища Виктор поступил в Ростовскую государственную консерваторию, а после её окончания начал преподавательскую деятельность по классу ударных.

### Музыкальная карьера
Уже будучи студентом, Виктор Пивторыпавло стал бессменным участником джаз-биг-бэнда Кима Назаретова, где играл на ударных. В начале 1990-х годов он участвовал в ростовских рок-группах «Пекин Роу-Роу» и «12 Вольт». Примерно в то же время под его руководством возник студенческий джаз-ансамбль барабанщиков, куда вошли, в частности, его же ученики: Виталий Иванченко и Пётр Архипов.
Идея такого ансамбля возникла у Виктора в армии. В интервью 2001 года он рассказывал: 

Я, когда в армии служил, тоже образовал себе ансамбль из воинов-ракетчиков. Я служил в лесу в Адыгее, там была небольшая часть, человек пятьсот, глухомань дикая, просто туда не всякая птица долетит (смеется). До ближайшего населенного пункта километров 500. Естественно, скучно так жить. Я собрал там команду, мы нарезали из деревьев всяких коробочек, натырили на кухне кружечек, кастрюль, тарелок, я сделал ансамбль ударных инструментов, мы выступили на каком-то конкурсе самодеятельных армейских ансамблей, все армейское начальство было просто в шоке, когда услышало весь этот гам -тарарам… Я за это через полгода службы получил отпуск, что на самом деле нонсенс для армейского быта.
Ансамбль, как вспоминал его руководитель, часто «…приглашали на смотры и конкурсы ансамблей высших учебных заведений», в основном на Юге России.
В 1993 году ансамбль барабанщиков Виктора Пивторыпавло объединил усилия с лидерами рок-проекта «Че Данс» Иваном Трофимовым и Олег Гапоновым (в прошлом — участниками группы «Зазеркалье»). Их совместный проект «Че Данс + 1.5 Pavlo» просуществовал два года, получил «широкую известность в узких кругах» Ростова-на-Дону и распался после ухода из коллектива Олега Гапонова.

#### Запрещённые барабанщики
В 1997 году музыканты переехали в Москву и два года спустя записали первые шесть песен альбома «Убили негра», который выпустили уже как «Запрещённые барабанщики». Песня (с одноимённым клипом) «Убили негра» приобрела массовую популярность и обеспечила группе множество премий и наград («Золотой граммофон — 1999», «Золотая пятерка −1999» и др.), сделав её одним из главных музыкальных открытий 1999 года.
В 2000 году группа на REAL Records выпустила второй альбом «По ночам». Пластинка получила высокие оценки музыкальных критиков: журнал Playboy назвал её «альбомом месяца», газета «Известия» — «альбомом года».
Третий альбом «Ещё раз о Чорте» вышел в 2001 году и был представлен как совместный проект под названием «Родители молодых», при участии Гарика Осипова (известного также как Граф Хортица). Виктор замечал в одном из интервью, что новый проект оказался в какой-то момент более популярен, чем основной. Примерно в это же время «Запрещённые барабанщики» начали сотрудничество с группой «Берлин-Бомбей», где играл младший брат Виктора Юрий, также ударник, позже вошедший в состав «Запрещённых барабанщиков».
В 2004 году вышел альбом «Только для взрослых», наполненный ретро-мотивами и стилистикой 1950—1960-х годов; он также был тепло встречен критикой. Год спустя у группы возник конфликт с автором большинства песен Иваном Трофимовым. После выхода альбома «Нас не трогай!» (2008) главный «идеолог» временно вернулся в коллектив, но покинул его вновь в апреле 2009 года, запретив музыкантам исполнять свои песни.

## Мировоззрение и взгляды на творчество
В отличие от автора текстов песен группы Ивана Трофимова, занимавшегося концептуальными идеями и эффектно формулировавшего их в программных интервью, Виктор Пивторыпавло не делал громких политических заявлений. Если «главный идеолог» не раз говорил о скрытых симпатиях группы к экстремальным настроениям («Мы экстремисты по своим политическим убеждениям, по своим эстетическим концепциям, но музыкально мы находимся в рамках очень старого мейнстрима…»), то вокалист чаще давал понять, что в основном иронически относится к серьёзной «идеологии».
В интервью 2007 года он говорил:
В. Пивторыпавло. «Новая газета», 2007.<В ЖЖ> я действительно могу почесать языком. Но вообще я как гражданин очень пассивен. Ни разу в жизни не голосовал, никогда не состоял ни в какой политической организации — только в октябрятах... Я стал очень циничным человеком, в 80-е годы я таким не был. Тем не менее я уже тогда не очень любил рокеров, повылезавших на сцену с флагами. Среди них, конечно, были и есть талантливые люди, но... Все эти красные флаги на сцене в перестроечные времена, хриплые, надрывистые голоса — оперетта…
Отвечая на вопрос о стиле группы (в частности, о «прозрачности звучания», для многих оказавшейся неожиданной), он говорил:

А что шуметь? Сейчас все шумят, жужжат, а мы, наоборот, стремимся к чистому и прозрачному звучанию. Хочется какого-то минимализма, ведь даже в тамтам можно лупить так, что это будет прозрачно. Вообще, мы всегда стремимся сделать обратное тому, что нас раздражает в других.
Вместе с тем Виктор Пивторыпавло не раз резко высказывался об отечественном шоу-бизнесе. О причинах сложившегося в нём положения дел он говорил: «Я всё сбрасываю на алчность и прожорливость продюсеров. Желание этих людей заработать много денег изначально порочно и ведет к ухудшению качества товара. Но не до такой же степени…».
После третьего альбома «Запрещённые барабанщики» оказались практически вне радио-формата: они имели возможность доносить до слушателя свою продукцию лишь через «Радио Шансон», но не желали делать этого по принципиальным соображениям. На вопрос корреспондента о том, как участники группы относятся к «русскому шансону», Пивторыпавло отвечал:

Терпеть не можем. Вот тот пласт музыки, который называется «блатная песня» — к нему относимся очень уважительно. Это Аркадий Северный, Бока Давидян, Владимир Шиваловский, Константин Николаевич Беляев, с которым мы поддерживаем отношения и периодически играем концерты — это настоящий городской фольклор, он, может быть, и неказистый, но искренний, идёт от души к душе. К «русскому шансону» это не имеет ни малейшего касательства.— В. Пивторыпавло.
Столь же резко он отзывался о «доморощенном» варианте хип-хопа (оговариваясь, что к аутентичному относится прекрасно): «…Потому что это — ложь. Когда человек произносит фразы типа 'за модный прикид выгоняли из школы', это — ложь. Из школы за другие вещи выгоняли…»
Виктор Пивторыпавло возражал против многочисленных ярлыков, которые пресса навешивала на группу, в частности — против употребления по отношению к её творчеству термина «стёб»:
У нас вообще его нет. Просто это ироническая манера выражения мысли, может быть, немного циничная за счет каких-то смысловых стыков и игры слов. На самом деле то, что ты называешь стёбом, это — карнавальность, ярмарочность. Сейчас в мире живет шесть миллиардов человек, которые постоянно пребывают в состоянии стресса. Мы же стараемся воспринимать жизнь как карнавал во всех его ипостасях. На ярмарке есть разные персонажи — хорошие, плохие, грустные. А есть Петрушка. Он и попа палкой бьет, и тут же пристава. А сам он не хороший и не плохой, он злой. Вот мы — такие Петрушки.
По мнению вокалиста группы, «Запрещённые барабанщики» отличаются от других «…за счет ненавязчивого смеха над собой и чёрного юмора, которые давненько отсутствуют на эстраде, на рок- и андерграунд-сцене. А ещё за счет простоты и наивности».

Мы никогда не задумывались, какой <музыка группы> должна быть, главное — чтобы <была> открытой и честной. Если это условие не выполняется, то двигаться дальше бессмысленно. Не важно, какое сейчас время — 80-е годы прошлого века или XXI век. Важно быть самим собой, показывать, что ты умеешь, и самое главное — для чего. А если то, что ты делаешь честно, ещё и интересно хотя бы двум-трем людям, оно уже имеет право на существование. Если тебе начинают звонить после концерта и забрасывать твой почтовый ящик разными неоднозначными письмами, значит, ты не зря жуёшь свой хлеб. Иначе мы бы давно занялись более денежным делом. 
Дружит с торговцем оружием Виктором Бутом. В составе «Запрещённых барабанщиков» посещал с концертами оккупированные территории Донбасса.

## Личная жизнь
Виктор Пивторыпавло женат, у него трое детей.